# Yalata
Yalata är en ort i Australien. Den ligger i delstaten South Australia, omkring 740 kilometer nordväst om delstatshuvudstaden Adelaide. Antalet invånare är 250.
Trakten runt Yalata är nära nog obefolkad, med mindre än två invånare per kvadratkilometer..
Omgivningarna runt Yalata är i huvudsak ett öppet busklandskap. Genomsnittlig årsnederbörd är 307 millimeter. Den regnigaste månaden är februari, med i genomsnitt 65 mm nederbörd, och den torraste är oktober, med 4 mm nederbörd.